# Relations entre la Bulgarie et la Grèce
Les relations entre la Bulgarie et la Grèce sont amicales. Les deux pays sont membres du Conseil de l'Europe, de l'Organisation pour la sécurité et la coopération en Europe, de l'Union européenne et de l'Organisation du traité de l'Atlantique nord (OTAN). Les deux États partagent une frontière commune longue de 475 kilomètres dans les Balkans dont le tracé actuel date de 1919. 

## Contexte nationaliste moderne
On peut dire que les relations bulgaro-grecques des temps modernes au niveau du droit public datent du 29 juin 1850 à cause de Tomos pour l'autocéphalie de l'Église de Grèce. De plus, ils ont été accablés historiquement, avec le développement et la mise en œuvre de Grande Idée allumant l'étincelle d'une controverse insurmontable qui a abouti à la lutte rivalité bulgaro-gréco-serbe en Macédoine. Auparavant, le sujet du projet grec était le millet (Empire ottoman) orthodoxe, et non sa composante ethnique grecque.
La décision de la convention de Constantinople (1881) sur l'adhésion de la quasi-totalité de la Thessalie et de la région d'Arta au royaume de Grèce a rendu impossible la compréhension stratégique et la coopération entre les deux pays.
En Europe, ce sont les relations les plus lourdes et historiquement internationales, comparables aux relations franco-britanniques.

## Statistiques officielles
Selon le recensement grec de 2001, 35 104 citoyens d'origine bulgare vivent en Grèce, soit 4,7 % de la population immigrée en Grèce. La même année, 3 408 Grecs vivaient en Bulgarie. La Grèce dispose d'une ambassade à Sofia et d'un consulat à Plovdiv, tandis que la Bulgarie dispose d'une ambassade à Athènes et d'un consulat à Thessalonique.